# Eiken-haagbeukenbos met wilde hyacint
Het eiken-haagbeukenbos met wilde hyacint (Endymio-Carpinetum) is een associatie uit het haagbeuken-verbond (Carpinion betuli). De associatie omvat bosplantengemeenschap die voorkomen op voedselrijke, lemige bodems, en gekenmerkt wordt door een gevarieerde boom- en struiklaag en een zeer diverse voorjaarsflora met wilde hyacint als beeldbepalende soort.
Deze associatie is in Nederland onbekend en in Vlaanderen zeldzaam. Desondanks herbergt Vlaanderen een groot deel van de oppervlakte van dit bostype in Europa.
Het eiken-haagbeukenbos met wilde hyacint wordt op de Biologische Waarderingskaart van Vlaanderen als 'Biologisch zeer waardevol' beschouwd.

## Naamgeving en codering
| Endymio non-scriptae-Fagetum sylvaticae |

- Nederlands: Eiken-haagbeukenbos met grootbloemige muur, Atlantisch neutrofiel eiken-haagbeukenbos
- Frans: Hêtraies et chênaies-hêtraies atlantiques avec Hyacinthoides non-scripta
- Engels: Atlantic beech and beech-oak forests with Hyacinthoides non-scripta
- Corine-code: 41.132 Hêtraies à Jacinthe des bois
- Natura2000-habitattypecode (EU-code): H9130
- BWK-karteringscode: qe

De wetenschappelijke naam Endymio-Carpinetum is afgeleid van de botanische namen van twee belangrijke soorten binnen deze klasse: wilde hyacint (Hyacinthoides non-scripta, syn. Endymion non-scriptus) en haagbeuk (Carpinus betulus).
Het eiken-haagbeukenbos met wilde hyacint wordt hier beschreven als deel van het haagbeuken-verbond (Carpinion betuli); anderzijds wordt het tegenwoordig ook samen met het eiken-beukenbos met wilde hyacint (Endymio-Fagetum) onder het beuken-verbond (Fagion sylvaticae) gerekend.

## Fysiognomie
Het eiken-haagbeukenbos met wilde hyacint is een hoog opgaand loofbos met een boomlaag die tot 25 m hoog kan reiken. De struiklaag is meestal goed ontwikkeld. De kruidlaag kan bijzonder soortenrijk zijn en telt vooral veel voorjaarsbloeiers, terwijl de moslaag minder opvallend aanwezig is.

## Ecologie
Het eiken-haagbeukenbos met wilde hyacint omvat oude, zeer structuur- en soortenrijke bossen, kenmerkend voor rijke leembodems, pH-neutraal, met een goed verteerde en sterk gemineraliseerde humuslaag.
Het eiken-haagbeukenbos met wilde hyacint vormt het eindstadium in de natuurlijke successie, de climaxvegetatie, ontstaan uit een opeenvolging van struweelgemeenschappen en andere bosgemeenschappen door de geleidelijke toename van de voedselrijkdom (humus) in de bodem.

## Verspreiding
Het verspreidingsgebied van het eiken-haagbeukenbos met wilde hyacint omvat het Atlantisch gebied in West-Europa, vooral Noord-Frankrijk, België en Zuid-Engeland.
Vlaanderen herbergt een belangrijk deel van deze oppervlakte en is daarom zeer belangrijk voor dit bostype. Het komt bijna uitsluitend voor in de Leemstreek, vooral ten westen van Brussel: de Vlaamse Ardennen, het West-Vlaams Heuvelland en het Pajottenland. Verder zijn er nog voorbeelden in de streek ten zuiden van Brussel (het Hallerbos en het Zoniënwoud), tussen Brussel en Leuven en zeer plaatselijk in de Zandleemstreek.
In Nederland komt dit bostype niet voor.

## Diagnostische taxa

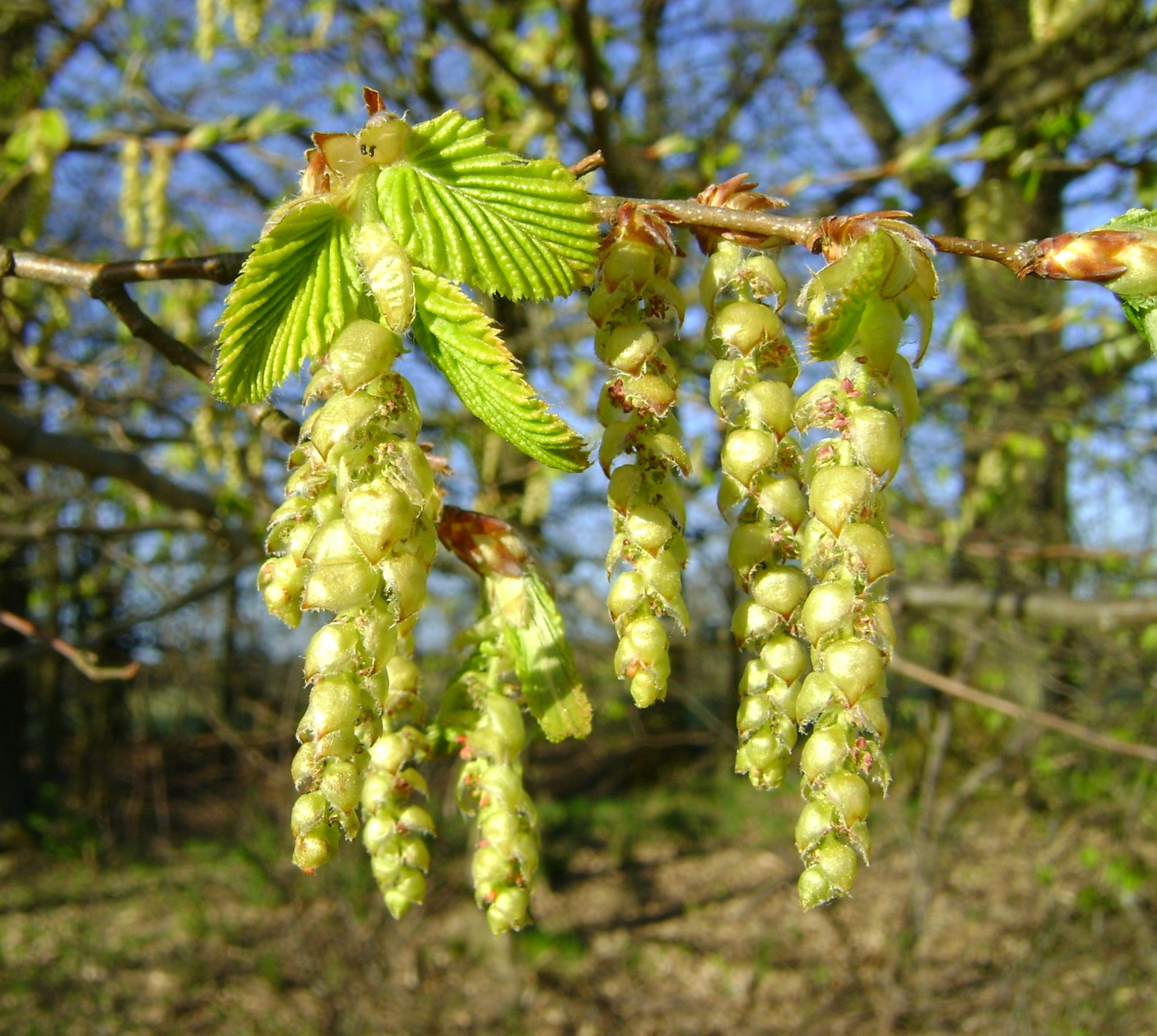
Haagbeuk

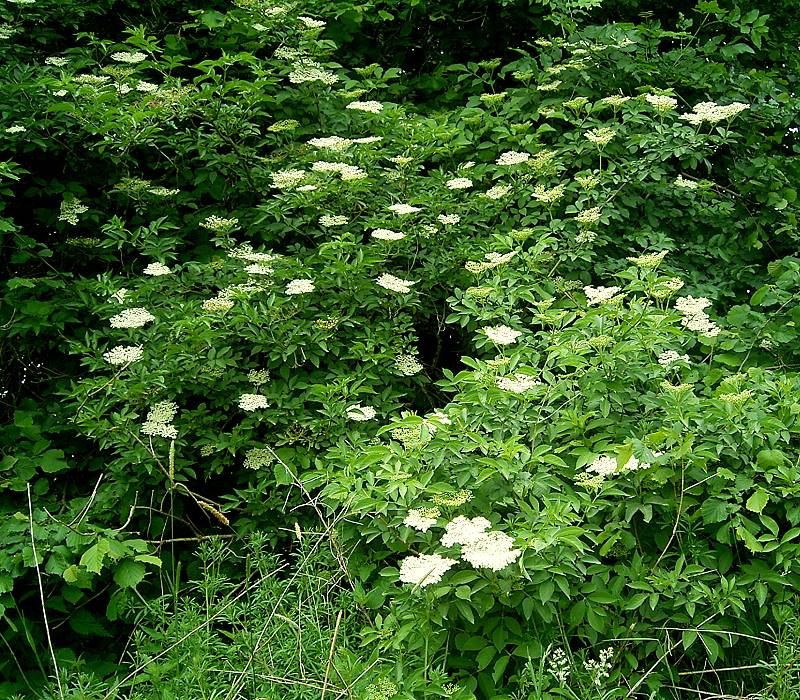
Gewone vlierbes

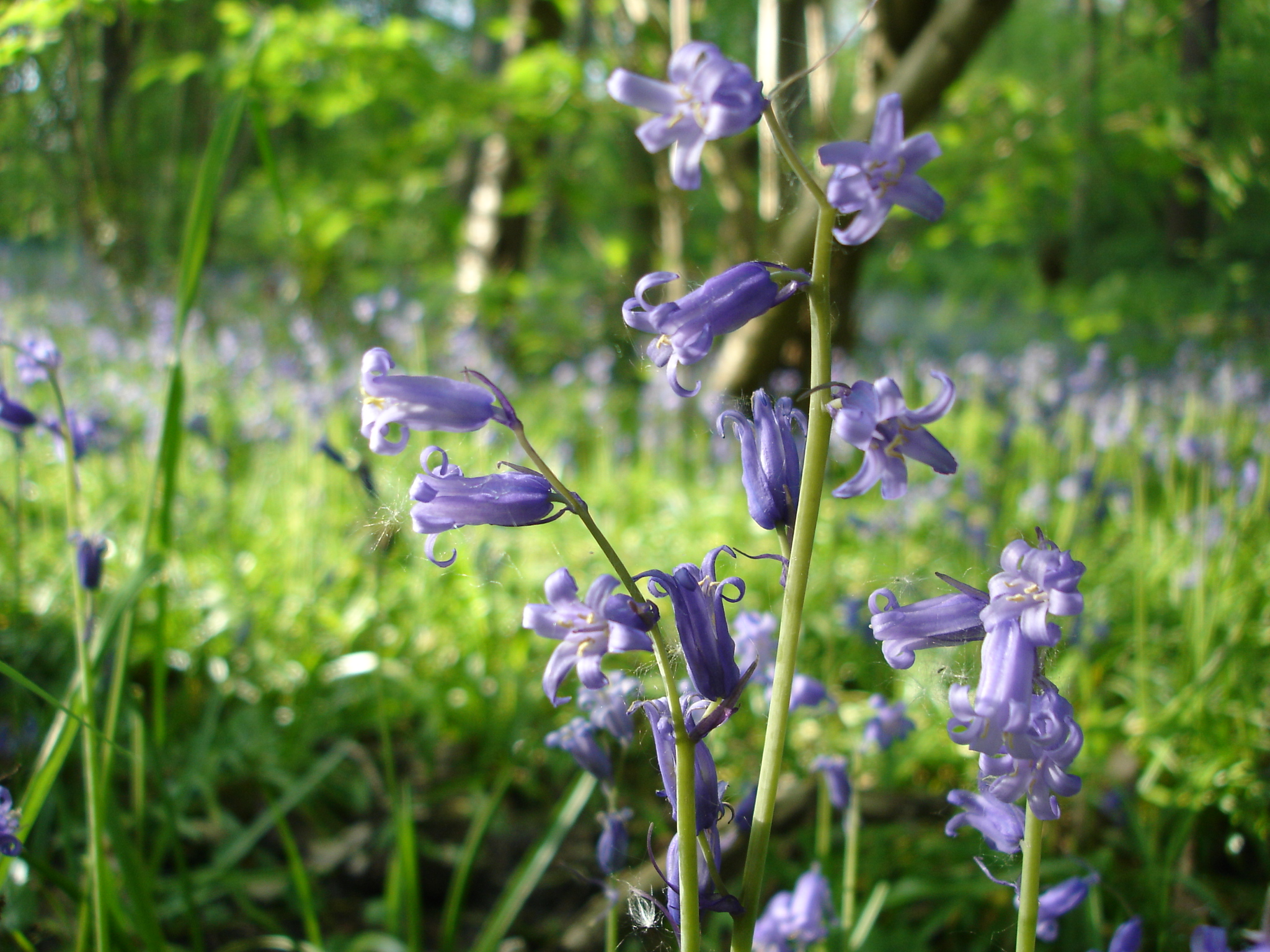
Wilde hyacint

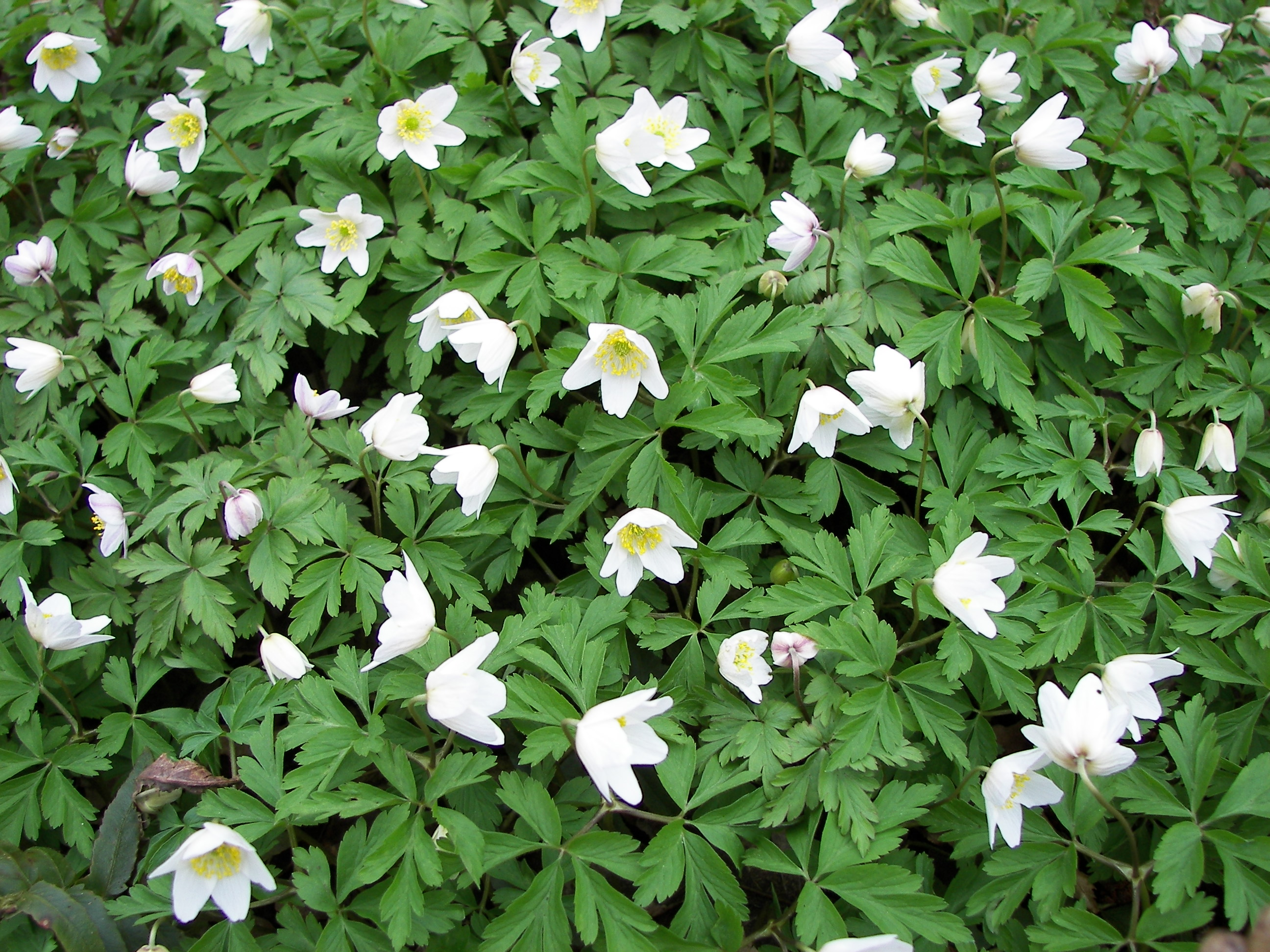
Bosanemoon

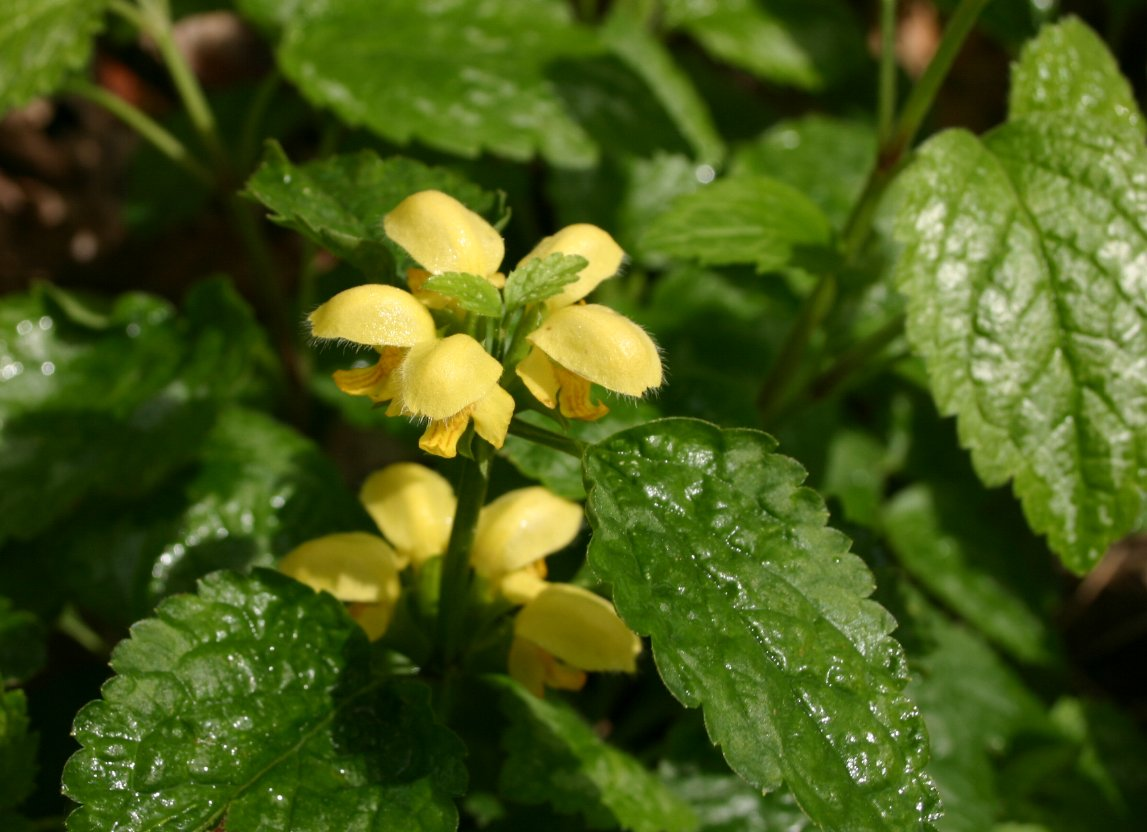
Gele dovenetel

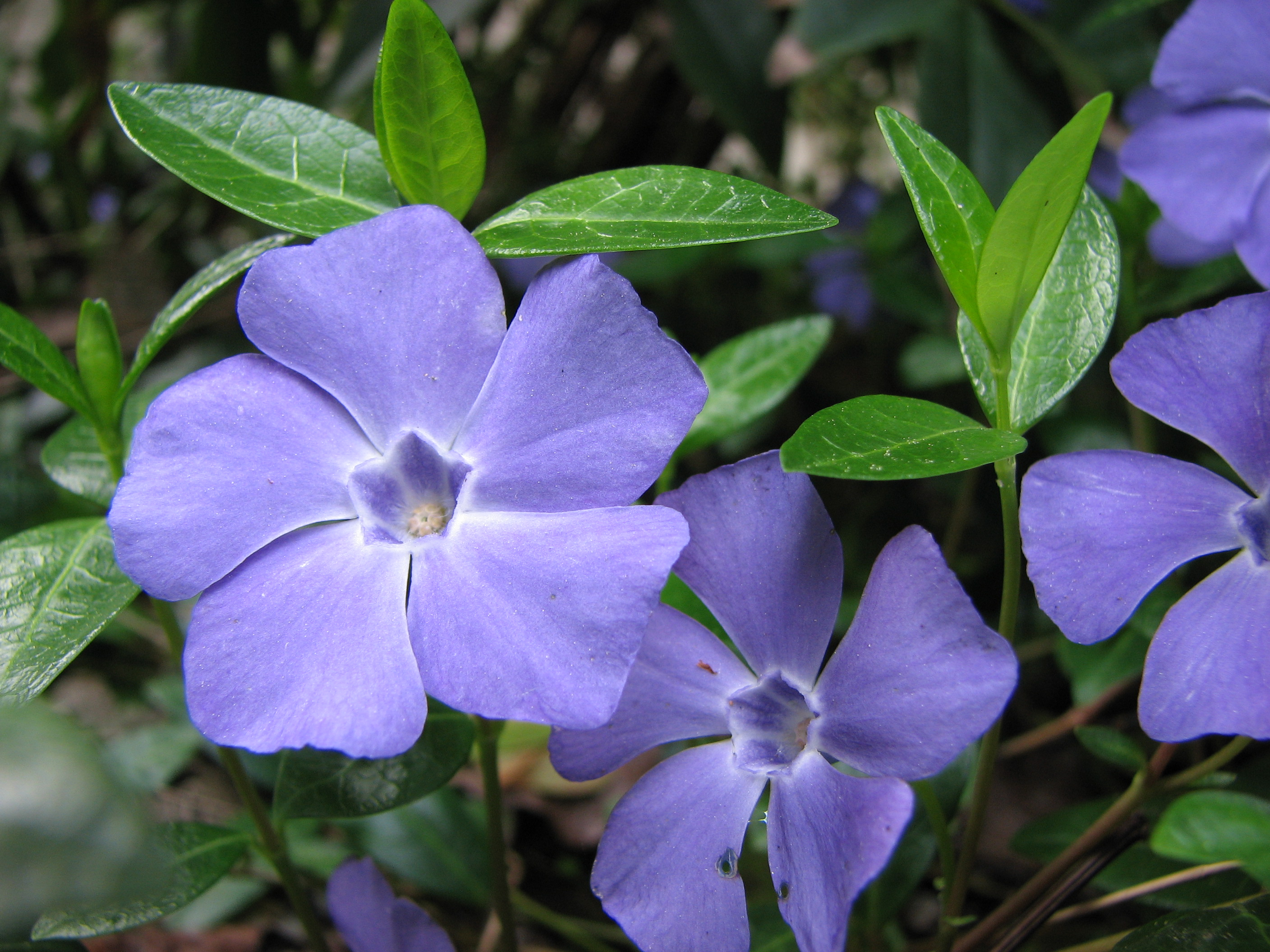
Kleine maagdenpalm

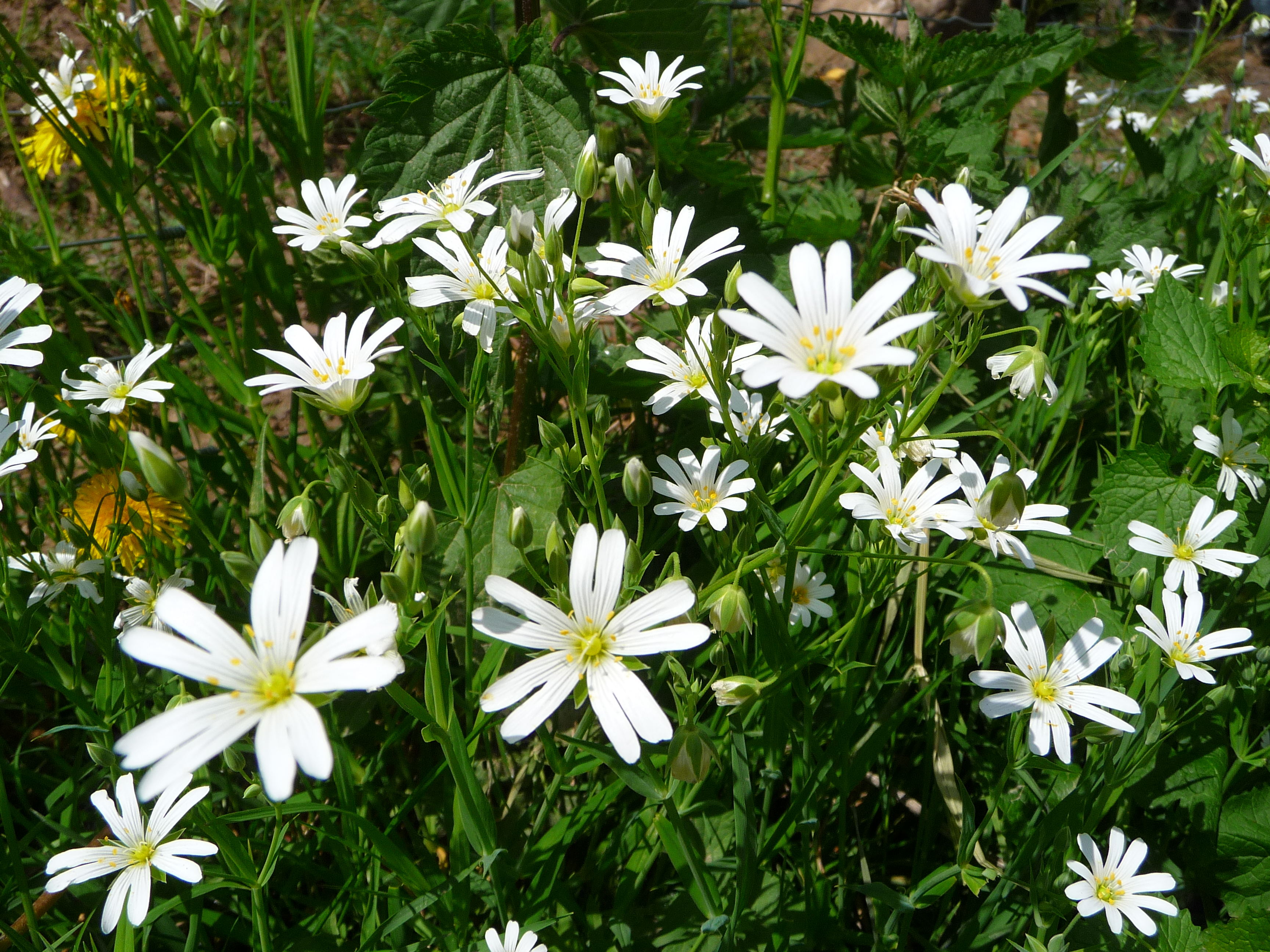
Grootbloemige muur

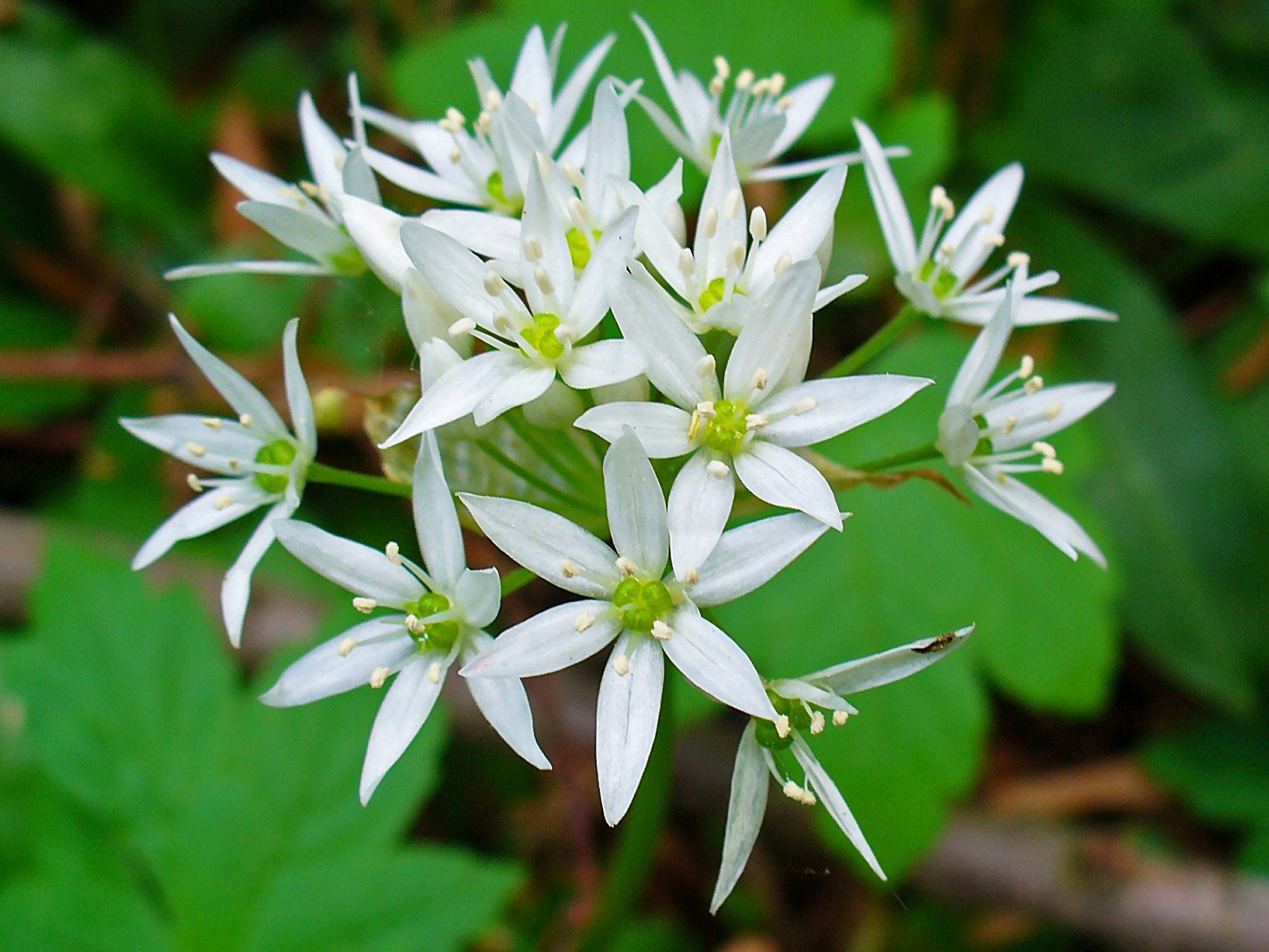
Daslook

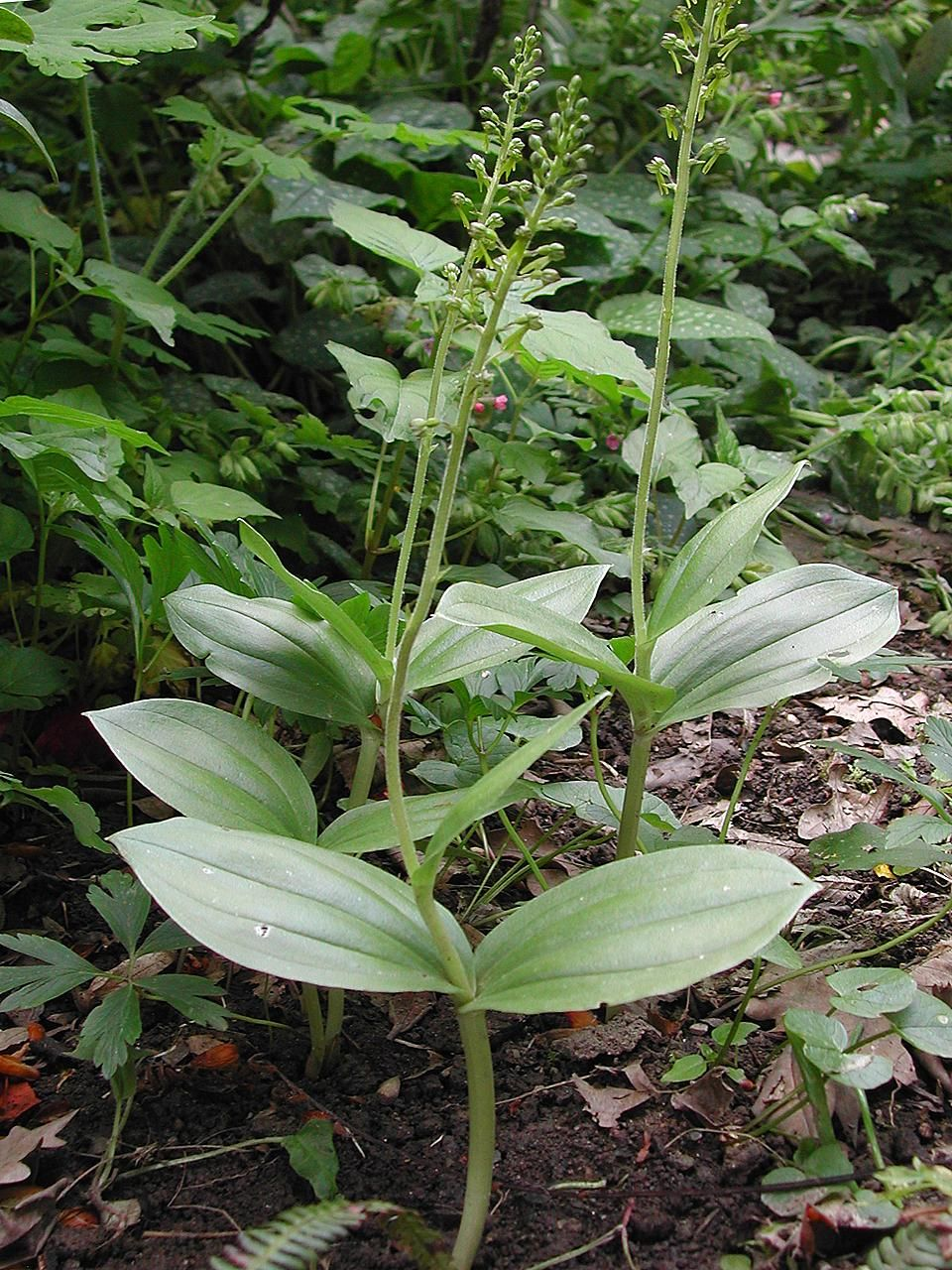
Grote keverorchis

Het eiken-haagbeukenbos met wilde hyacint heeft een zeer gevarieerde boomlaag zonder echte dominante soorten. Het meest algemeen zijn de haagbeuk, de zomereik en de beuk. Soms is canadapopulier aangeplant en is dan meestal de enige aanwezige boomsoort. Ook de struiklaag is zeer divers, met onder andere gewone vlier, Gelderse roos, hazelaar, eenstijlige meidoorn en Spaanse aak.
De kruidlaag telt een twintigtal indicatieve soorten, waarbij de naamgevende wilde hyacint dikwijls dominant aanwezig is en het beeld bepaald. Ook de bosanemoon, de gele dovenetel, de kleine maagdenpalm en het gewoon speenkruid kunnen massaal voorkomen. Andere soorten zoals de witte rapunzel, spekwortel en heelkruid zijn daarentegen zeer zeldzaam in Vlaanderen.
In de moslaag zijn geen indicatieve soorten beschreven.
Boomlaag
| Kentaxon | Triviale naam   | Botanische naam     |
| -------- | --------------- | ------------------- |
|          | haagbeuk        | Carpinus betulus    |
|          | zomereik        | Quercus robur       |
|          | beuk            | Fagus sylvatica     |
|          | gewone esdoorn  | Acer pseudoplatanus |
|          | gewone es       | Fraxinus excelsior  |
|          | tamme kastanje  | Castanea sativa     |
|          | Amerikaanse eik | Quercus rubra       |
|          | zoete kers      | Prunus avium        |
|          | gladde iep      | Ulmus minor         |
|          | canadapopulier  | Populus ×canadensis |

Struiklaag
| Kentaxon | Triviale naam        | Botanische naam    |
| -------- | -------------------- | ------------------ |
|          | gewone vlier         | Sambucus nigra     |
|          | Gelderse roos        | Viburnum opulus    |
|          | hazelaar             | Corylus avellana   |
|          | eenstijlige meidoorn | Crataegus monogyna |
|          | Spaanse aak          | Acer campestre     |

Kruidlaag
| Kentaxon | Triviale naam            | Botanische naam           |
| -------- | ------------------------ | ------------------------- |
| x        | wilde hyacint            | Hyacinthoides non-scripta |
| x        | bosanemoon               | Anemone nemorosa          |
| x        | gele dovenetel           | Lamium galeobdolon        |
| x        | kleine maagdenpalm       | Vinca minor               |
| x        | grootbloemige muur       | Stellaria holostea        |
| x        | daslook                  | Allium ursinum            |
| x        | gewoon speenkruid        | Ficaria verna             |
| x        | bosbingelkruid           | Mercurialis perennis      |
| x        | gewone salomonszegel     | Polygonatum multiflorum   |
| x        | donkersporig bosviooltje | Viola reichenbachiana     |
| x        | bleeksporig bosviooltje  | Viola riviniana           |
| x        | muskuskruid              | Adoxa moschatellina       |
| x        | wilde kamperfoelie       | Lonicera periclymenum     |
| x        | gevlekte aronskelk       | Arum maculatum            |
| x        | slanke sleutelbloem      | Primula elatior           |
| x        | drienerfmuur             | Moehringia trinervia      |
| x        | ruwe smele               | Deschampsia cespitosa     |
| x        | boszegge                 | Carex sylvatica           |
| x        | eenbes                   | Paris quadrifolia         |
| x        | gevlekt longkruid        | Pulmonaria officinalis    |
| x        | grote keverorchis        | Neottia ovata             |
| x        | heelkruid                | Sanicula europaea         |
| x        | witte rapunzel           | Phyteuma spicatum         |
| x        | spekwortel               | Tamus communis            |
|          | wijfjesvaren             | Athyrium filix-femina     |
|          | schedegeelster           | Gagea spathacea           |
|          | wilde narcis             | Narcissus pseudonarcissus |

## Bedreiging en bescherming
De meeste eiken-haagbeukenbossen met wilde hyacint bevinden zich op voedselrijkere gronden, zijn daardoor weinig gevoelig voor voedselaanrijking, verdroging en verzuring en gedijen het best met een beheer van 'niets doen'.
Ze worden in Vlaanderen beschermd door de Habitatrichtlijn.

## Biologische Waarderingskaart
In de Biologische Waarderingskaart (BWK) van Vlaanderen en het Brussels Hoofdstedelijk Gewest staat deze associatie bekend onder dezelfde naam, het eiken-haagbeukenbos met wilde hyacint (qe).
Dit vegetatietype staat gewaardeerd als 'Biologisch zeer waardevol'.